# 남남 협력
남남 협력(南南 協力, SSC)은 정책 입안자와 학자들이 개발도상국 간의 자원, 기술 및 지식 교환을 설명하기 위해 역사적으로 사용한 용어이다. 용어 남쪽 또는 글로벌 사우스는 식민 시대 또는 제국주의 시대에 발생한 불균형에 뿌리를 둔 유사한 정치적, 사회적, 경제적 역사를 가진 세계 지역으로 정의된다. 남쪽은 경제적, 정치적 경험이 점점 다양해지는 개발도상국 지역이 직면한 우려에 대한 이념적 표현으로 이해된다.
글로벌 사우스는 전 세계 개발에 점점 더 중요한 기여를 하고 있다. 많은 국가의 경제적, 지정학적 중요성이 커졌다. 과거에는 남남 협력이 지식 공유와 역량 강화에 중점을 두었지만, 최근에는 글로벌 사우스 국가들과 새로운 금융 기관들도 개발 금융에 점점 더 적극적으로 참여하고 있다. 이 협력은 식민주의, 빈곤, 억압, 후진성의 잔재로부터 공동체와 국가를 해방시키기 위한 장기적인 역사적 프로젝트를 의미한다.
이 협력은 세계 체제에서 '불리한' 위치에 있다고 할 수 있는 집단들 간의 상호 이익과 연대라는 비전을 통해 역사적 변화를 달성하는 주요 조직 개념이자 실천 방안이 된다. 이는 개발 분야를 통한 협력이 '불리한' 공동체들이 서로를 상호 지원함으로써 이루어질 수 있으며, 북반구 국가들의 지배로부터 그들의 공동 이익을 반영하도록 전체 세계 질서가 변화될 수 있다는 희망을 전달한다.

## 역사
남남 협력의 형성은 1955년 인도네시아 반둥에서 열린 아시아-아프리카 회의에서 시작되었다. 이 회의는 남남 협력의 이정표로 널리 알려져 있다. 당시 인도네시아의 대통령 수카르노는 이를 "인류 역사상 최초의 유색인종 간 대륙 회의"라고 칭했다. 수카르노의 개회사에도 불구하고, 과거에도 반둥 회의와 유사한 모임이 있었다. 그럼에도 불구하고 반둥 회의는 참석한 국가들이 더 이상 유럽 강대국의 식민지가 아니라는 점에서 독특했으며, 남남 협력의 형성을 촉진했다. 수카르노 대통령은 또한 회의에서 "이제 우리는 자유롭고 주권적이며 독립적이다. 우리는 다시 우리 집의 주인이 되었다. 회의를 위해 다른 대륙으로 갈 필요가 없다"라고 유명한 발언을 남겼다.
이 회의는 미얀마, 스리랑카, 인도, 인도네시아, 파키스탄이 후원했으며, 다음 29개 독립국가가 참석했다: 아프가니스탄, 미얀마, 캄보디아, 스리랑카, 중화인민공화국, 이집트, 에티오피아, 골드 코스트 (영국 식민지), 인도, 인도네시아, 이란, 이라크, 일본, 요르단, 라오스, 레바논, 라이베리아, 리비아, 네팔, 파키스탄, 필리핀, 사우디아라비아, 수단, 시리아, 태국, 튀르키예, 베트남 민주공화국, 베트남국, 예멘 왕국. 각국은 당시 아프리카와 아시아에서 진행 중이던 탈식민화 노력을 계속 지지했다. 비록 많은 국가들이 일부 문제에 대해 의견을 달리했지만, 반둥 회의는 "국제 관계에서 서구 지배에 대한 탈식민 국가들의 첫 번째 주요 집단 저항 사례를 제공했다."
1978년 유엔은 남남 무역 및 기관 내 협력을 증진하기 위해 남남 협력부를 설립했다.
그러나 남남 협력이 개발에 미치는 영향은 1990년대 후반에야 비로소 느껴지기 시작했다. 지정학적 범위로 인해, 이 활동은 아프리카-남미 (ASA) 협력 및 아시아-태평양 지역의 남남 협력으로 알려져 있다.
ASA 협력은 지금까지 두 차례의 정상회담을 개최했다. 첫 번째 정상회담은 2006년 나이지리아 아부자에서 열렸으며, 아프리카에서 53명, 남아메리카에서 12명의 대표단이 참석했다. 두 번째 정상회담은 2009년 9월 베네수엘라의 마르가리타섬에서 열렸으며, 아프리카 국가 원수 49명과 남아메리카 국가 원수 12명이 참석했다.
남남 협력은 선진국의 원조 프로그램에 대한 의존도를 줄이고 국제 세력 균형을 변화시키는 데 도움이 되었다.

## 규범적 원칙
- 국가 주권에 대한 상호 존중
- 동등한 국가 간의 파트너십
- 협력과 관련된 이점을 균등하게 얻는다
- 조건에 의존하지 않는다
- 서로 협력하는 국가들 사이에 개입이 없다 (비간섭)

## 방향
남미와 아프리카 국가들의 지도자들은 이러한 협력이 새로운 세계 질서를 가져오고 기존의 서구 사회, 경제, 정치적 지배에 대항하기를 희망한다. 고 우고 차베스 대통령은 이러한 협력의 형성을 "국민 구원의 시작"이라고 보았다.

## 경제 협력

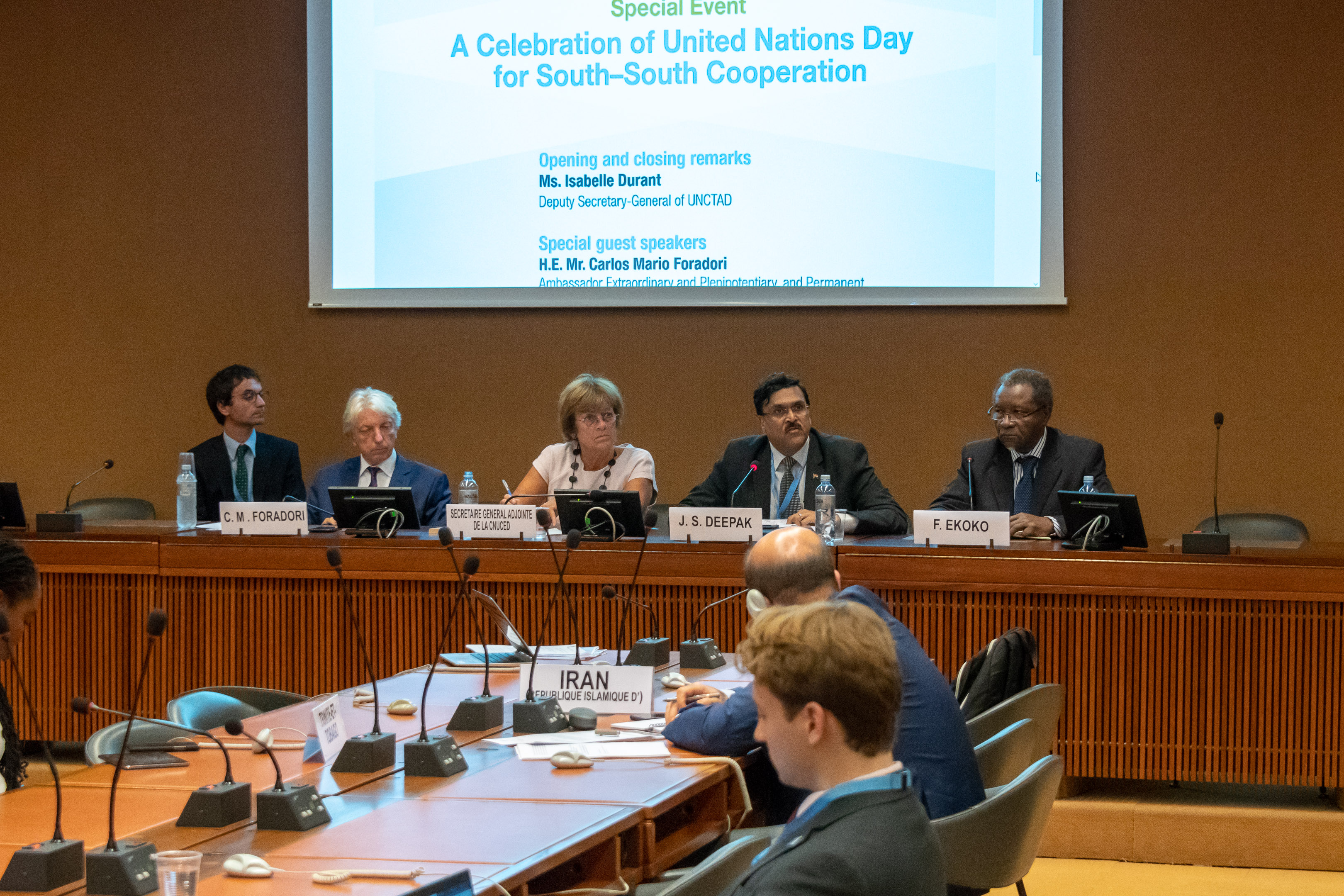
유엔 남남 협력의 날 특별 행사

협력의 주요 목표 중 하나는 경제적 유대를 강화하고 개선하는 것이다. 이러한 "남쪽" 국가들이 더욱 개선하고자 하는 분야 중 일부는 에너지 및 석유에 대한 공동 투자와 공동 은행을 포함한다. 2009년 정상회담에서 체결된 다른 지역 무역 협정 중에는 베네수엘라가 남아프리카 공화국과 석유 협정을 체결하고 시에라리온과 공동 광산 회사를 설립하기 위한 양해각서를 체결한 것이 있다. 한편, 브라질은 기술 전문 지식과 지식 및 전문 지식 이전에 중점을 둔 연간 10억 달러 이상의 해외 원조 제공 모델을 점점 더 성공적으로 개발하고 있다(많은 전통적인 공여국보다 앞서 있다). 브라질 원조의 대부분은 아프리카, 특히 포르투갈어 공용 아프리카 국가와 라틴아메리카에 할당된다. 브라질의 남남 개발 원조는 '대기 중인 글로벌 모델'이라고 불린다.
두 대륙은 전 세계 에너지 자원의 4분의 1 이상을 보유하고 있다. 여기에는 볼리비아, 브라질, 에콰도르, 베네수엘라, 알제리, 앙골라, 리비아, 나이지리아, 차드, 가봉 및 적도 기니의 석유 및 천연가스 매장량이 포함된다.

### 인프라 프로젝트 자금 조달을 위한 은행
남남 협력의 한 가지 과제는 IMF와 세계은행의 대안으로 남남 은행을 시작할 충분한 자본이 부족하다는 것이었다. 이는 두 개의 새로운 '남남 은행'의 출범으로 변화했다.
2014년 7월 브릭스(브라질, 러시아 연방, 인도, 중국, 남아프리카 공화국) 제6차 정상회담에서 다섯 파트너는 주로 인프라 프로젝트 대출에 중점을 둔 신개발은행 (또는 BRICS 개발 은행) 설립을 승인했다. 이 은행은 상하이에 본부를 둘 것이다. 경제적 어려움 시기에 브릭스 국가들에게 세계은행과 국제 통화 기금의 대안을 제공하고, 국가 경제를 보호하며, 글로벌 입지를 강화하기 위해 동시에 우발 예비 협정(CRA)이 체결되었다. 러시아 연방은 CRA에 180억 달러를 기여하며, 다섯 파트너는 총 1000억 달러 이상을 지원할 것이다. CRA는 현재 운영 중이다. 2015년과 2016년에는 새로운 은행 자원을 활용하여 혁신적인 프로젝트를 위한 자금 조달 메커니즘을 개발하는 작업이 진행 중이었다.
두 번째 새로운 은행은 아시아 인프라 투자 은행이다. 이 은행도 인프라 프로젝트 자금 조달을 위해 설립되었다. 중국이 주도하는 이 은행은 베이징에 본부를 두고 있다. 2016년까지 프랑스, 독일, 대한민국, 영국 등 여러 선진국을 포함하여 50개 이상의 국가가 가입에 관심을 표명했다.

### 아시아-태평양 자유 무역 지대
중국은 아시아-태평양 자유 무역 지대 설립을 주도하고 있으며, 중국의 비전에 따르면 이는 이 지역의 기존 양자 및 다자 자유 무역 협정을 무효화할 것이다. 2014년 11월 아시아 태평양 경제협력체 정상회담은 2016년 말까지 타당성 조사를 완료하기 위한 베이징 로드맵을 지지했다.

### 특별 경제 구역
중국의 해외 특별 경제 구역(SEZ)은 남남 협력의 또 다른 예이다. 1990년부터 2018년까지 중국 기업들은 사하라 이남 아프리카와 중동에 나이지리아(2개), 잠비아, 지부티, 케냐, 모리셔스, 모리타니, 이집트, 오만, 알제리 등 11개의 SEZ를 설립했다. 일반적으로 중국 정부는 이러한 구역 설립을 중국 기업에 맡기고 관여하지 않는 방식을 취한다 (하지만 중국-아프리카 개발 기금을 통한 지원을 포함하여 보조금, 대출, 보조금 형태로 지원을 제공한다). 중국-아프리카 협력 포럼은 이러한 SEZ를 적극적으로 홍보한다. 돈 C. 머피 교수는 이러한 구역들이 "중국의 개발 성공을 다른 나라로 이전하고, 중국 제조 기업을 위한 사업 기회를 늘리며, 중요한 시장에 대한 우대 무역 접근권을 가진 국가에 구역을 설정하여 무역 장벽을 피하고, 이러한 지역에 투자하는 중국 중소기업을 위한 긍정적인 사업 환경을 조성하는 것을 목표로 한다"고 요약한다.

### 지역 경제 공동체의 역할
남쪽 국가들은 지역 경제 공동체를 통해 과학 기술 협력을 증진하고 있다. 예를 들어, 러시아 연방은 상하이 협력 기구와 유라시아 경제 연합 내에서 아시아 파트너들과 협력을 발전시키고 있다. 후자는 2015년 1월 1일에 벨라루스와 카자흐스탄과 함께 출범했으며, 이후 아르메니아와 키르기스스탄으로 확대되었다. 유라시아 경제 연합은 유라시아 경제 공동체를 대체한다.
다른 남남 협력 기구로는 중국-아랍 국가 협력 포럼과 중국-아프리카 협력 포럼이 있다(후자는 경제 협력 외에 상당한 정치적 협력 요소를 포함한다).

### 농업 분야 남남 협력
남남 협력에 대한 이념적 약속(및 식량 안보 증대라는 실용적 동기)에 따라 중국은 아프리카에 일련의 농업 기술 시범 센터를 설립했다. 이들은 중국과 아프리카 국가들 간 농업 협력의 매우 가시적인 부분이다. 이 센터의 기능은 중국의 농업 전문 기술과 기술을 아프리카 개발도상국에 이전하는 동시에 농업 분야에서 중국 기업을 위한 시장 기회를 창출하는 것이다.
중국은 2006년 중국-아프리카 협력 포럼 회의에서 농업 기술 시범 센터를 처음 발표했다. 2006년부터 2018년까지 사하라 이남 아프리카에 19개의 센터를 설립했다. 2023년 현재 24개 아프리카 국가에 농업 기술 시범 센터가 존재한다.(p. 173)

## 과학 분야 남남 협력

### 양자 협력
국가들은 인프라를 개발하고 경제를 다각화하기 위해 양자 기반으로 과학, 기술 및 혁신 분야에서 협력하고 있다. 예를 들어, 중국과 러시아 연방 간에는 '역동적인 양자 협력'이 있다. 이 협력은 2001년 양국이 체결한 선린 우호 협력 조약에서 비롯되었으며, 이의 이행을 위한 정기적인 4개년 계획이 수립되었다. 수십 개의 공동 대규모 프로젝트가 수행되고 있다. 이들은 중국 최초의 초고압 송전선 건설, 실험용 고속 중성자 원자로 개발, 러시아 연방과 중국에서의 지질 탐사, 광학, 금속 가공, 수력학, 공기역학 및 고체 연료 전지 분야의 공동 연구와 관련이 있다. 협력의 다른 우선 분야로는 산업 및 의료용 레이저, 컴퓨터 기술, 에너지, 환경 및 화학, 지구화학, 촉매 공정 및 신소재가 포함된다.

### 지역 센터의 역할
점점 더 많은 남쪽 국가들이 지역 또는 국제 센터를 통해 과학 기술 협력을 증진하고 있다. 유엔 기관의 후원 하에 지역 및 국제 센터가 설립되었다. 한 가지 예는 말레이시아의 국제 남남 협력을 위한 과학, 기술, 혁신 센터 (ISTIC)이다. 이 센터는 2008년 유네스코의 후원 하에 설립되었다. 2014년 카리브해 과학자 네트워크인 카리사이언스(Cariscience)는 ISTIC과 협력하여 토바고에서 카리브해 지역을 위한 기술 기업가 정신 훈련 워크숍을 개최했다. 또 다른 예는 중동 실험 과학 및 응용을 위한 싱크로트론 광원 (SESAME)을 사용하는 센터이다.

### 우주 기술
중국과 브라질은 우주 분야에서 성공적으로 협력해 왔다.(p. 202) 가장 성공적인 우주 협력 프로젝트 중에는 지구 관측 위성의 개발 및 발사가 있다.(p. 202) 2023년 현재 양국은 공동으로 6개의 중국-브라질 지구 자원 위성을 개발했다.(p. 202) 이러한 프로젝트는 브라질과 중국 모두 위성 이미지 접근성을 개발하고 원격 감지 연구를 촉진하는 데 도움이 되었다.(p. 202) 브라질과 중국의 협력은 우주 분야에서 두 개발도상국 간의 독특한 남남 협력 사례이다.(p. 202)

### 기후 변화
중국은 청정에너지 선도국이며, 자국 기술을 다른 개발도상국에 수출할 뿐만 아니라, 글로벌 사우스의 다른 국가들과 양자 협력 프로그램의 원천이기도 하다.(p. 202) "10, 100, 1000" 프로그램은 기후 변화 대응을 위한 중국의 포괄적인 남남 협력 이니셔티브이다.(p. 224) 2016년에 발표된 이 프로그램은 10개의 저탄소 시범 구역, 100개의 기후 변화 완화 프로젝트, 1,000개의 기후 변화 교육 협력 프로젝트를 설립하는 것을 목표로 한다.(p. 224) 2023년 현재 중국은 이 이니셔티브의 일환으로 최소 27개 다른 개발도상국과 파트너십을 체결했다.(p. 224) 세이셸, 스리랑카, 미얀마는 저탄소 시범 구역 개발을 위한 양해각서를 체결했다. 중국은 이 이니셔티브의 일환으로 수많은 기후 변화 교육 프로그램을 지원했다.(p. 224)
브라질과 중국은 중국-브라질 기후 변화 및 에너지 기술 혁신 센터를 설립했는데, 이는 가장 야심찬 남남 양자 청정에너지 프로그램 중 하나이다.(pp. 201–202)

## 안보 협력
평화와 안보 책임 또한 협력 의제의 최우선 순위에 있다. 2009년 아프리카-남미 정상회담에서 무아마르 카다피 대령은 남미와 아프리카 간의 방위 동맹을 제안했다. 그는 이 동맹을 "남쪽의 나토"라고 불렀다.

## 문화 협력

### 스포츠

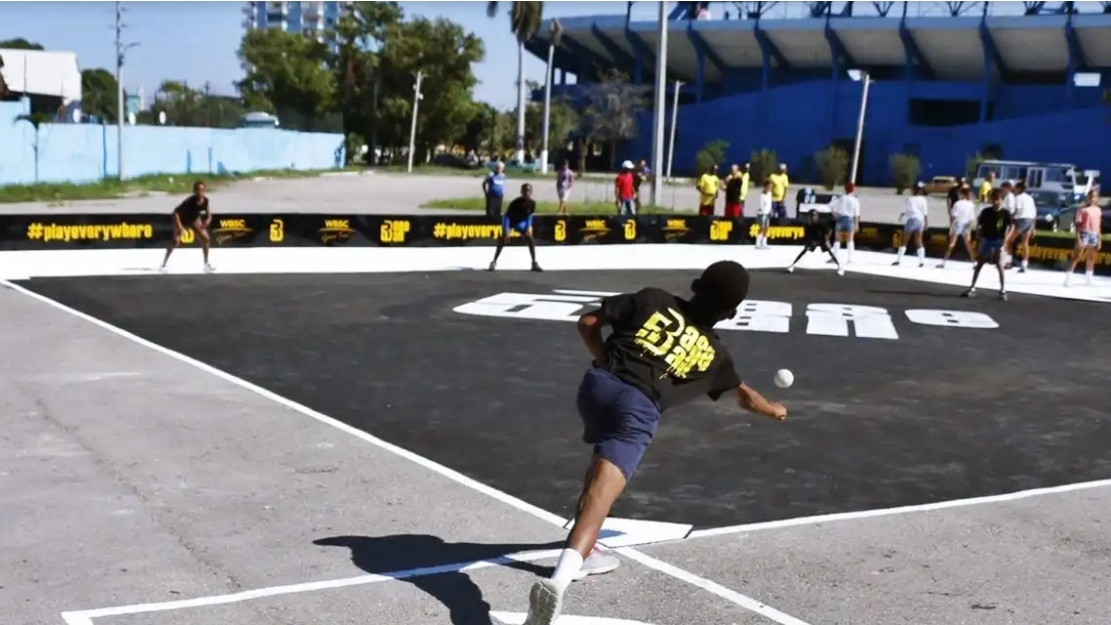
라틴 아메리카의 길거리 스포츠에서 영감을 받아 개발도상국에서 접근성을 높이기 위해 고안된 베이스볼5.

쿠바는 스포츠 훈련 프로그램을 제공함으로써 다양한 국가와 교류한 것으로 알려져 있다. 또한 다종목 경기를 활용하여 스포츠 외교를 장려하는 것에 대한 관심도 있었다.

## 남남 이주
글로벌 사우스 국가 간 이주는 전체 국제 이주의 3분의 1 이상을 차지하며, 일반적으로 인접 국가들 사이에서 이루어진다. 예를 들어, 인도로 이민 온 사람의 98%는 이전 거주지를 다른 아시아 지역으로 기록했다. 최근의 남남 이주는 이주자들이 더 먼 거리를 이동하면서, 중동의 재외 남아시아인이 가장 큰 이주 통로를 형성하고 있다.

## 같이 보기
- 아시아-아프리카
- 브릭스
- 개발도상국
- 공정 무역
- 77 그룹
- 후진국
- 비동맹 운동
- 세계의 남북 격차
- 제2차 아프리카-남미 정상회담
- 유엔 개발 계획
- 유엔 산업 개발 기구
- 사우스 프로젝트